# Linkos
Linkos lub Linkestis (gr.: Λύγκος, Lýnkos; Λυγκηστίς, Lynkestίs) – starożytna kraina i królestwo w górnej Macedonii zamieszkałe przez plemię Linkestów, graniczące z Orestis na południu, z Eordają na wschodzie, z Pelagonią na północy oraz z Pajonią na północnym wschodzie. Linkestowie mieli swego króla i dynastię oraz mówili zachodnim dialektem języka greckiego. Do V w. p.n.e. Linkestowie znajdowali się na pasterskim etapie rozwoju społecznego. Mieszkali oni w czasowych obozowiskach oraz nie budowali murowanych grobów swym zmarłym. Byli politycznie związani z epirockim plemieniem Molossów, dzięki czemu mogli korzystać z ich zimowych pastwisk nadmorskich nizin. Ok. r. 450 p.n.e. rządy nad Linkestami objęła dynastia Bakchiadów, wywodząca się z Koryntu. Król Linkos Arrabajos I prowadził długoletnią wojnę z Macedonią. Do jej zakończenia doszło dopiero po jego śmierci ok. r. 400 p.n.e. Wówczas Archelaos I, król Macedonii, postanowił dać swą starszą córkę królowi Elimei Sirrasowi. Bowiem ten, jako zięć zmarłego Arrabajosa I, był regentem małoletniego bratanka żony, Arrabajosa II. Macedonka natomiast została żoną jego syna Derdasa, przyszłego króla Elimei. Definitywnym zakończeniem wojny był zapewne ślub między Eurydyką I, córką Sirrasa i wnuczką macierzystą Arrabajosa I, a Amyntasem III, przypuszczalnie już wówczas królem macedońskim ok. r. 393 lub 391 p.n.e. Dodatkowym powodem zakończenia wojny było stałe zagrożenie militarne ze strony wspólnego wroga, Ilirów. Ci po wielu latach, w r. 392 p.n.e., dokonali zajęcia górnej Macedonii (oprócz Elimei i może Orestydy) oraz królestwa Macedonii. Wynieśli nawet na tron macedoński, jako wasala, Argajosa II.
W późniejszym okresie Linkos był częściowo niezależny od Macedonii. Stolicą królestwa było miasto Nikaja, która znajdowała na ważnym szlaku, późniejszej Via Egnatia, ciągnącym się do Apollonii i Epidamnos. Królestwo Derriopii czasowo należało do Linkos, a niekiedy do Pelagonii. Linkestis razem z Tymfają, Elimeją, Orestis, Eordają, Pelagonią i Derriopią tworzyło starożytną górną (tj. górzystą) Macedonię. Rodzima dynastia rządziła Linkos do ok. r. 350 p.n.e. Wówczas doszło do wcielenia królestwa do Macedonii. Filip II Macedoński na jej terenie zbudował miasto Herakleę Linkestis.

## Królowie Linkos
Dynastia Bakchiadów
- Bromeros (ok. 450-430 p.n.e.)
- Arrabajos I (ok. 430-400) [syn]
- Arrabajos II (ok. 400-365; regencja ok. 400-390) [wnuk]
- Menelaos (ok. 365-350) [syn]